# Каримов, Азим Далерович
Ази́м Дале́рович Кари́мов (29 марта 1991, Пярну, Эстония) — российский дирижёр.

## Биография
Азим Каримов родился 29 марта 1991 года в Пярну.
В 2008 году окончил московскую школу №57, с 2008 по 2012 год учился в Московском государственном институте музыки имени Шнитке в классе народного артиста РФ А. С. Любимова (гобой), где начал также заниматься дирижированием и организовал молодёжный камерный оркестр «Entre nous».
В 2018 году окончил Московскую Государственную Консерваторию им. П. И. Чайковского, класс Народного артиста СССР Геннадия Николаевича Рождественского (оперно-симфоническое дирижирование).
По окончании консерватории продолжил обучение в ассистентуре-стажировке МГК им. П. И. Чайковского под руководством заслуженного артиста РФ А. А. Левина и заслуженного деятеля искусств РФ И. А. Барсовой.
За время учёбы в консерватории Каримов участвовал в мастер-классах таких дирижёров, как Владимир Юровский, Василий Петренко, Василий Синайский и Ховард Гриффитс. В качестве дирижёра-ассистента работал с Владимиром Юровским, Михаилом Юровским, Даниэле Рустиони и Мартином Браббинсом.

## Творческая деятельность
Азим Каримов участвовал в образовательной программе Дягилевского фестиваля и мастер-классах Теодора Курентзиса (2016, 2017). В 2017 году на Дягилевском фестивале был дирижёром-постановщиком проекта #брэдбериопера, опера «Фрукты с самого дна вазы» А. Бесогонова, мировая премьера. Постановка вошла в лонг-лист Российской национальной театральной премии «Золотая маска».
В 2018 году Каримов был удостоен специальной премии на II Международном конкурсе дирижёров имени Антала Дорати в Будапеште.
В мае 2018 года Азим Каримов стал первым российским дирижёром, приглашенным возглавить 26-й Международный фестиваль Kyoto International Music Students Festival.
В 2019 году завоевал звание лауреата I Алматинского Международного конкурса оперно-симфонических дирижёров.
В том же 2019 году под руководством Азима Каримова камерный оркестр «Entre nous» принял участие в московской премьере оперы-притчи Бенджамина Бриттена «Река Кёрлью», ставшей совместным проектом коллектива Московской консерватории и Лондонского Королевского колледжа музыки при поддержке Посольства Великобритании в России.
В 2019 году Каримов был приглашён на пост главного дирижёра Московского камерного оркестра Центра Павла Слободкина.
В 2020 году Азим Каримов стал дирижёром Московского государственного симфонического оркестра (художественный руководитель Иван Рудин).
В 2021 году работал в составе Лионской национальной оперы над постановкой оперы «Золотой петушок» Н. А. Римского-Корсакова. Спектакль был представлен на Международном фестивале оперы и классической музыки в Экс-ан-Провансе (Франция).